# 叶仲贤
叶仲贤（？—？），奉化人，是一名明朝政治人物。
叶仲贤曾于永乐元年(1403年)接替徐济任邵武府知府一职，永乐十年(1412年)由赵麟接任。